# Calea ferată Pitești–Golești–Câmpulung
Linia de cale ferată Golești–Câmpulung–Parcul Kretulescu h. este o cale ferată secundară din România, neelectrificată și simplă. Inaugurarea liniei a avut loc în anul 1887. În anul 1972, tronsonul este extins cu aproximativ 14 kilometri către Argeșel, pentru a fi deservită fabrica de ciment din zonă.
Lungimea totală a traseului este de 56,9 kilometri, fiind străbătut în 115 de minute. În anul 2023, materialul rulant folosit pe această rută era compus din Automotoare Seria 900 sau Desiro Siemens.
Serviciile pentru călători sunt furnizate de CFR Călători.